# Emanuel Günther
Emanuel Günther (Worms, 13 novembre 1954) è un ex calciatore tedesco, di ruolo attaccante.

## Carriera
È stato per tre volte in carriera capocannoniere nella Zweite Bundesliga, sempre indossando la maglia del Karlsruhe.

## Palmarès

### Club
- Coppa di Germania: 1

F. Düsseldorf: 1978-1979
- 2. Fußball-Bundesliga: 1

Karlsruhe: 1983-1984

### Individuale
- Capocannoniere della Zweite Bundesliga: 3

1977-1978 (27 reti), 1979-1980 (29 reti), 1983-1984 (30 reti)